# Csillagászati objektumokat ábrázoló zászlók képtára
Ez a galéria a csillagképeket ábrázoló zászlók néhány dizájnját mutatja be.

## Csillag
Lásd még: Csillagot ábrázoló zászlók képtára A képtár olyan csillag alakú zászlókat tartalmaz, melyek nem valódi csillagképekre utalnak.

### Csillagkép

#### A Dél Keresztje
Lásd: A Dél Keresztjét ábrázoló zászlók képtára Ez egy nagy kategória a zászlóknál, amely csillagképet ábrázol.

#### Más csillagkép

Brazília zászlaja (Összegezve a Dél Keresztje csillagképet, ábrázolja a Nagy Kutyát, az Északi Vízikígyót, a Skorpiót, és a Déli Háromszöget)

### Csillagalakzat

#### GöncölszekéraNagy Medve csillagképben

Alaszka zászlaja
Indiai függetlenségi mozgalom zászlaja
Ír polgári haderő zászlaja (1930)
Madrid tartomány zászlaja
Cherokee Nemzet zászlaja
Cherokee Béke zászló

#### FiastyúkaBika csillagképben

Durham (Észak-Karolina)

### Jellegzetes csillagok

#### ANap

Antigua és Barbuda zászlaja
Antigua és Barbuda állami zászlaja
Argentína zászlaja
Argentína tengerészeti orr-árbóc lobogója
Arizona zászlaja
Banglades zászlaja
Banglades polgári zászlaja
Banglades tengerészeti zászlaja
Fehéroroszország elnökének személyi zászlaja
Biafra
Brit-Kolumbia zászlaja
Tajvan zászlaja
Tajvan hadi zászlaja
Tajvan polgári zászlaja
Tajvan tengerészeti orr-árbóc lobogója
Colorado zászlaja
Kagyló Köztársaság (Conch Republic)
Denver, Colorado
Doneck
Evenkiföld
Guadeloupe zászlaja (nem hivatalos)
Ingusföld zászlaja
Japán zászlaja
Japán tengerészeti zászlaja
Kazahsztán zászlaja
Kiribati zászlaja
Kurdisztán zászlaja
Kirgizisztán zászlaja
Makedónia zászlaja
Macedónia zászlaja (1991–1995)
Malawi zászlaja
Macedónia zászlaja (1995–)
Malawi zászlaja(2010-2012)
Moldova zászlaja
Mongólia zászlaja
Nepál zászlaja
Új-Kaledóniai függetlenségi mozgalom
Új-Mexikó zászlaja
Niger zászlaja
A Fülöp-szigetek zászlaja
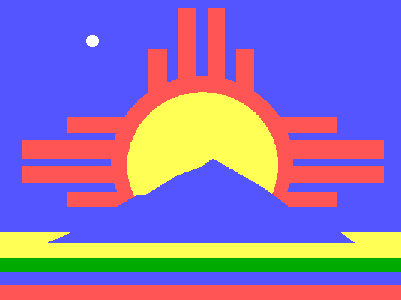
Roswell, Új-Mexikó
Ruanda zászlaja
Lappföld zászlaja
Jakutföld zászlaja
Tibet zászlaja
Tocantins
Uruguay zászlaja
Utuado, Puerto Rico

#### Más jellegzetes csillagok
Lásd még: a Csillagképek, Csillagászat, és a Csillagcsoportok kategóriákat.

Alaszka zászlaja (a Polarist ábrázolja)
Maranhão (a Graffiast ábrázolja)
Nunavut zászlaja (a Polarist ábrázolja)
Pará (a Spicát ábrázolja)

## Bolygó
Lásd még: Félholdat ábrázoló zászlók képtára a csillag és félhold dizájnjaiban „talán a Vénuszt szimbolizálják”).

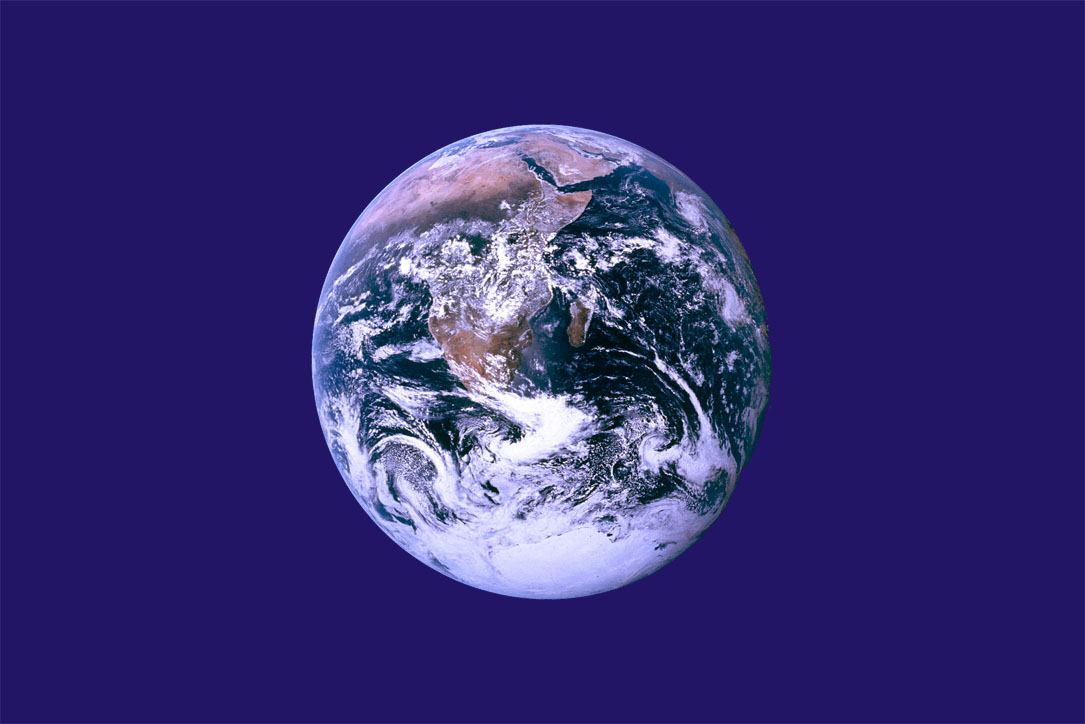
Föld zászló

## Hold
Lásd még: Félholdat ábrázoló zászlók képtára

Laosz zászlaja
Palau zászlaja
Lappföld zászlaja
Shan Állam, Mianmar